# Горовенко Михайло Олексійович
Михайло Олексійович Горовенко (нар. 1951) — радянський діяч, секретар Київського міського комітету КПУ, 1-й секретар Київського міського комітету ЛКСМУ, 1-й секретар Залізничного районного комітету КПУ міста Києва.

## Біографія
Трудову діяльність розпочав робітником Рокитнянського заводу залізобетонних виробів Київської області.
Закінчив Київський технологічний інститут харчової промисловості.
Після закінчення інституту працював на різних інженерних посадах на Київському м'ясокомбінаті, обирався секретарем комітету комсомолу та заступником секретаря партійного комітету Київського м'ясокомбінату.
Член КПРС з 1973 року.
Працював інструктором організаційного відділу Дарницького районного комітету КПУ міста Києва.
Закінчив Київську вищу партійну школу.
У 1977—1983 роках — 1-й секретар Дарницького районного комітету ЛКСМУ міста Києва; завідувач відділу, секретар, 2-й секретар Київського міського комітету ЛКСМУ.
У березні 1983 — 1985 року — 1-й секретар Київського міського комітету ЛКСМУ.
У 1985—1987 роках — 2-й секретар Ленінського районного комітету КПУ міста Києва.
У вересні 1987 — січні 1990 року — 1-й секретар Залізничного районного комітету КПУ міста Києва.
18 січня 1990 — 1991 року — секретар Київського міського комітету КПУ з ідеологічних питань.
На 1997—1998 роки — перший заступник голови правління акціонерного поштово-пенсійного банку «Аваль». На 2006 рік — заступник голови правління банку «Аваль».
Був власником та засновником багатьох товариств із обмеженою відповідальністю (ТОВ «Земляк», ТОВ «Черняхівське городище», ТОВ «Пекарський граніт», ТОВ «Кобижча М», ТОВ «ОЦ "Путятинський"», ТОВ «Новоодеський елеватор», ТОВ «Срібні підкови», ТОВ «Черняхівська кераміка», ТОВ «Хороше озеро», ТОВ «Товариство Видубичі», ТОВ «КУА "ЕТАЛОН ЕССЕТ МЕНЕДЖМЕНТ"», ТОВ «АВАЛЬ-ТРАНС»). Засновник благодійної організації «Благодійний фонд "Рокитнянщина“».
На 2012 рік — директор ЗАТ «Молочний альянс», член наглядової ради ПАТ «Молочний альянс».